# Drimia ledermannii
Drimia ledermannii är en sparrisväxtart som beskrevs av Kurt Krause. Drimia ledermannii ingår i släktet Drimia och familjen sparrisväxter.
Artens utbredningsområde är Kamerun. Inga underarter finns listade i Catalogue of Life.